# Odontopimpla fasciata
Odontopimpla fasciata là một loài tò vò trong họ Ichneumonidae.